# SPAD S.XI
Die SPAD S.XI war ein französisches Militärflugzeug, das im Ersten Weltkrieg zum Einsatz kam.

## Entwicklung
Der Erfolg des einsitzigen Jägers S.VII veranlasste die Firma SPAD einen erneuten Versuch zur Schaffung eines zweisitzigen Musters zu wagen (ein erster als SPAD S.VIII bezeichneter Entwurf kam nicht über das Projektstadium hinaus). So übernahm man 1917 den Entwurf der S.VII, vergrößerte ihn geometrisch und schuf so die S.XI, welche als Aufklärer und Artilleriebeobachter, aber auch als Schlachtflugzeug zum Einsatz kommen sollte. Die ersten Maschinen trafen im August 1917 an der Front ein und es wurden mehrere französische, amerikanische und belgische Staffeln mit dem Muster ausgerüstet. Im Einsatz erwies sich der Typ aber als zu leistungsschwach und durch den Piloten nur schwer zu beherrschen. Zumindest in den französischen Verbänden wurde der Typ deshalb bereits ab dem Juli 1918 ausgesondert.
Als Weiterentwicklung entstand 1918 noch die stärker motorisierte S.XVI mit Lorraine-Dietrich 8Fb-Motor (235 PS), von ihr wurde aber nur eine sehr kleine Serie gebaut.

## Technische Daten

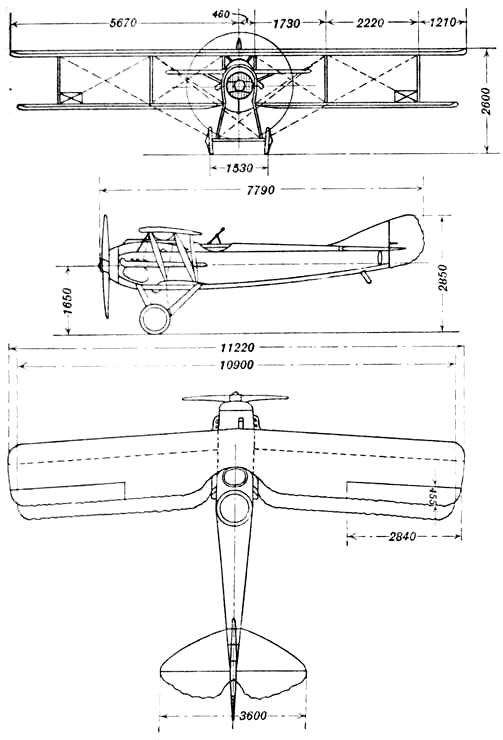
Dreiseitenriss

| Kenngröße             | Daten SPAD S.XI A2                                               |
| --------------------- | ---------------------------------------------------------------- |
| Besatzung             | 2                                                                |
| Länge                 | 7,75 m                                                           |
| Spannweite            | 11,23 m                                                          |
| Höhe                  | 2,59 m                                                           |
| Leermasse             | 674 kg                                                           |
| Startmasse            | 1048 kg                                                          |
| Höchstgeschwindigkeit | 176 km/h in 2000 m Höhe                                          |
| Gipfelhöhe            | 7000 m                                                           |
| Flugdauer             | 2:15 h                                                           |
| Triebwerke            | ein luftgekühlter Sternmotor Hispano-Suiza 8 mit 235 PS (173 kW) |
| Bewaffnung            | 3 MG 7,7 mm (Vickers/Lewis), 70 kg Bomben                        |